# Comissão da Verdade e da Reconciliação (Serra Leoa)
A Comissão da Verdade e da Reconciliação de Serra Leoa (em inglês:  Truth and Reconciliation Commission, TRC) foi uma comissão da verdade criada em 2002 como parte do Acordo de Paz de Lomé, que encerrou os onze anos de guerra civil em Serra Leoa em julho de 1999.

## Antecedentes e criação
A Guerra Civil de Serra Leoa começou em 23 de março de 1991. A Frente Revolucionária Unida, apoiada pela Frente Patriótica Nacional da Libéria, tentou derrubar o governo de Joseph Saidu Momoh. Esta tentativa resultou na Guerra Civil, que durou onze anos, deixando mais de 50.000 mortos.
A Comissão da Verdade e da Reconciliação foi criada como parte do Acordo de Paz de Lomé, assinado em 7 de julho de 1999, que pôs fim à guerra civil em Serra Leoa. Este acordo foi assinado pelo então presidente Ahmad Tejan Kabbah e pelo líder da Frente Revolucionária Unida Foday Sankoh.

## Objetivos e mandato
Os objetivos da comissão eram estabelecer "um registro histórico imparcial de violações e abusos dos direitos humanos e do direito internacional humanitário relacionados ao conflito armado em Serra Leoa desde o início do conflito em 1991 até a assinatura do Acordo de Paz de Lomé; enfrentar a impunidade, responder às necessidades das vítimas, promover a cura e a reconciliação e evitar a repetição das violações e abusos sofridos”. A Comissão foi presidida pelo Bispo Joseph Christian Humper. Operou de 2002-2004, com um relatório final apresentado ao Conselho de Segurança das Nações Unidas em 5 de outubro de 2004.
O mandato da comissão deveria “fornecer um grau de responsabilidade pelos abusos de direitos humanos cometidos durante o conflito”.
A comissão também se esforçou para dar atenção especial às vítimas de abuso sexual e às crianças que foram vítimas ou perpetradores.